# Selección según la frecuencia
La selección según la frecuencia o selección dependiente de la frecuencia es el término dado a un proceso evolutivo cuando la aptitud de un fenotipo depende de su frecuencia relativa respecto a los demás fenotipos de la población.
- En la selección positiva según la frecuencia, la aptitud del fenotipo aumenta cuando se vuelve más común.

- En la selección negativa según la frecuencia, la aptitud del fenotipo aumenta al volverse más escaso. Esta es un ejemplo de selección equilibradora.

La selección según la frecuencia generalmente es el resultado de la interacción entre especies (depredación, parasitismo o competencia) o entre distintos genotipos de la misma especie (generalmente competición o simbiosis), y se ha tratado con especial frecuencia en relación con la adaptación contra los depredadores. La selección dependiente de la frecuencia puede originar equilibrios polimórficos como resultado de la interacción entre genotipos en la especie, del mismo sentido que el equilibrio entre varias especies requiere de las interacciones entre las especies en competencia (ej: cuando los parámetros αij de las ecuaciones de Lotka-Volterra no son cero).

## Selección negativa según la frecuencia

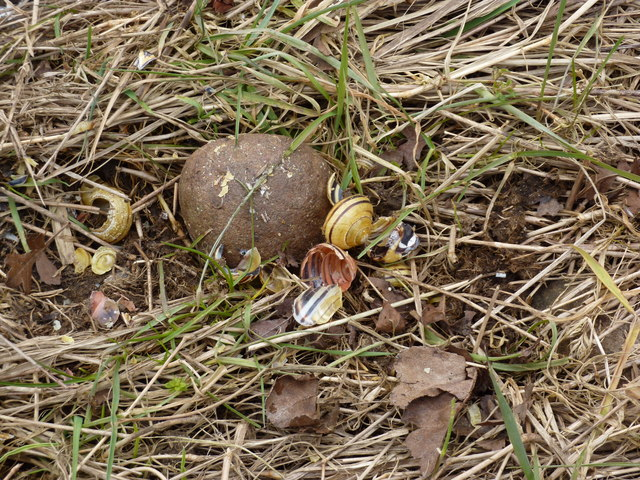
Las piedra usadas como yunque por los zorzales para romper las conchas de los caracoles rayados que son polimórficos se usan para cuantificar la selección según la frecuencia.

La primera mención explícita de selección según la frecuencia parece haberla realizado Edward Bagnall Poulton en 1884, en relación con el modo en que los depredadores podrían mantener los polimorfismos de color de sus presas.
Quizás el caso mejor conocido entre las primeras menciones del principio es la obra de Bryan Clarke de 1962 sobre la selección apostática (un sinónimo de selección negativa según la frecuencia debida a los depredadores). Clarke trata sobre los ataques de los depredadores a los caracoles polimórficos de Gran Bretaña, citando el trabajo clásico de Luuk Tinbergen sobre imágenes de busca concluyendo que los depredadores como las aves tienden a especializarse en las formas más abundantes de sus presas. Posteriormente Clarke argumentó que la selección equilibradora según la frecuencia podría explicar el polimorfismo genético (generalmente en ausencia de heterosis) en oposición a la teoría neutralista de la evolución molecular.
Otro ejemplo son los alelos autoincompatibles de las plantas. Cuando dos plantas comparten los mismos alelos de autoincompatibilidad no pueden fecundarse. Así, una planta con un nuevo alelo (y por ello infrecuente) tiene más éxito en la fecundación, y ese alelo se extiende más rápidamente por la población.
Entre los patógenos humanos, como el virus de la gripe, una vez que cierta cepa se hace frecuente, la mayoría de los individuos desarrolla inmunidad contra ella, pero una infrecuente, una nueva cepa del virus de la gripe es capaz de extenderse rápidamente entre la población humana, lo que provoca una continua evolución de las cepas virales.
En etología, la selección negativa según la frecuencia a menudo es la responsable de mantener las estrategias de comportamiento múltiple en las especies. Por ejemplo los machos de la lagartija manchada norteña tienen tres morfos, uno defiende grandes territorios y tiene un gran harén de hembras, otro tiene territorios pequeños y mantiene a una sola hembra y el tercero imita el aspecto de las hembras para aparearse a escondidas con ellas burlando a los otros dos tipos de machos. Estos tres morfos participan en una interacción de tipo piedra, papel o tijera de forma que ninguno de los morfos supera completamente a los otros dos. Se produce otro ejemplo entre los capuchinos punteados, donde ciertos individuos son recolectores y otros gorrones.

## Selección positiva según la frecuencia

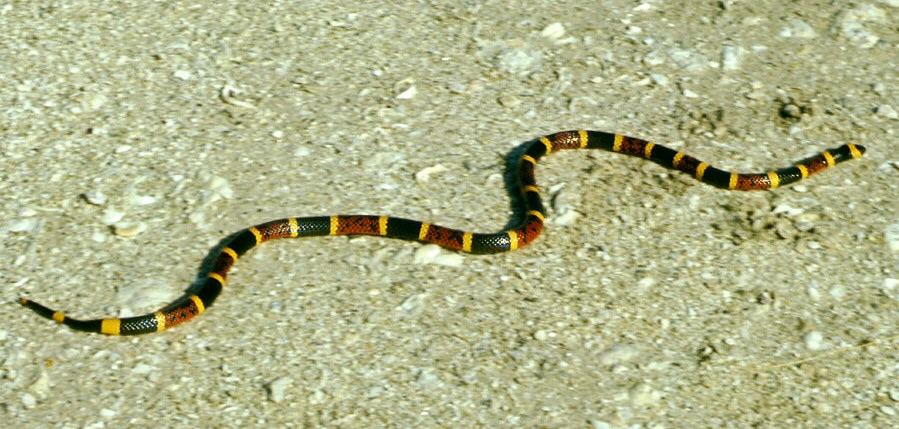
La coloración de advertencia de la serpientes coral puede beneficiar a las imitadoras no venenosas dependiendo de su frecuencia relativa.

Mientras que la selección negativa según la frecuencia da mayor ventaja a los fenotipos raros, la positiva da ventaja a los fenotipos más frecuentes. Es un fenómeno análogo a lo que sucede entre las especies con el efecto Allee, por el cual cuando una especie reduce demasiado su población puede entrar en una espiral que le lleva a su extinción. Esto implica que los nuevos alelos pueden presentar dificultades para expandirse en una población, ya que no proporcionan beneficios significativos hasta que se vuelvan comunes.

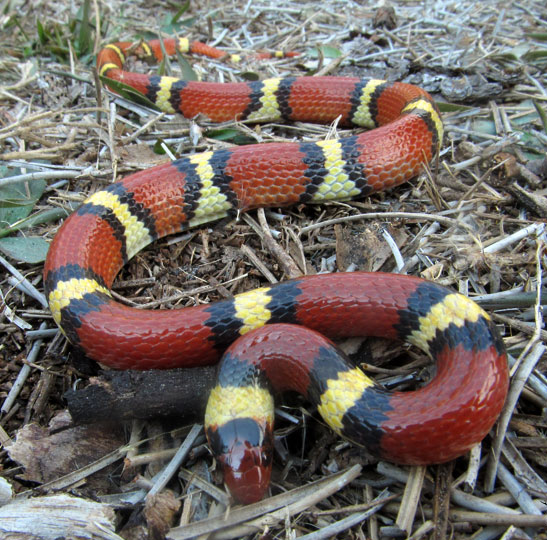
La inofensiva serpiente rey escarlata imita a la serpiente coral, pero este patrón es menos frecuente donde la serpiente coral es rara.

El efecto se puede observar en la evolución de la coloración de advertencia (aposematismo) de que son organismos tóxicos o de sabor desagradable. La ventaja de esta coloración estriba en que permite a los depredadores aprender a evitar a las presas con ese patrón de color que anuncia que es peligroso o desagradable para él, pero los beneficios para el organismo tóxico se incrementan al aumentar la proporción de individuos que presentan la coloración de advertencia en la población. Esto también es aprovechado por los imitadores batesianos. Por ejemplo se observa con la serpiente rey escarlata (Lampropeltis elapsoides) que es inofensiva, y la venenosa serpiente coral oriental (Micrurus fulvius). La serpiente rey escarlata es polimórfica y solo es predominante el patrón imitativo de la coral en las zonas donde coincide con ella y sus zonas fronterizas, ya que en los demás lugares este patrón no produce beneficios.